# Monique Lévi-Strauss

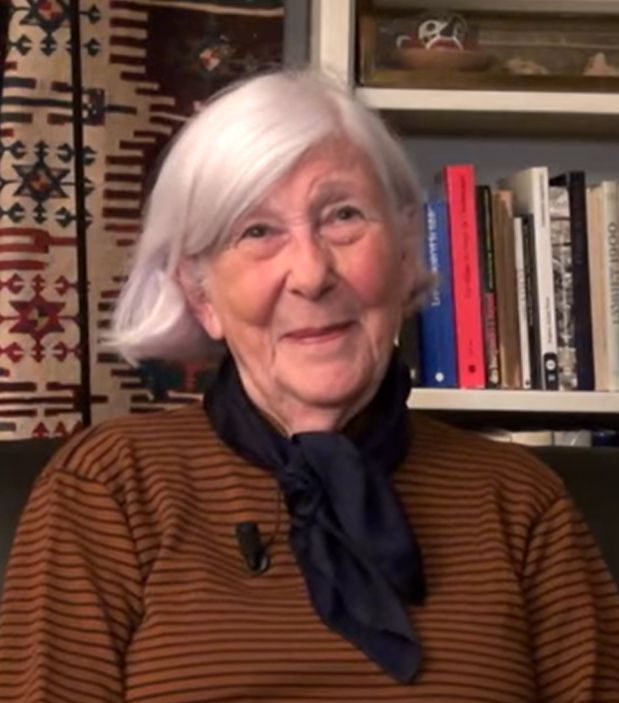
Monique Lévi-Strauss (2014)

Monique Lévi-Strauss (* 5. März 1926 in Paris) ist eine belgisch-französische Schriftstellerin. 

## Herkunft und Leben als Monique Roman
Monique Roman wuchs als Tochter des belgischen Industriefachmanns Jules Roman und der US-amerikanischen Jüdin Ruth Emma Rie (Freundin von Clara Malraux) in Paris auf. Einer ihrer Großonkel, Oscar Rie (1863–1931), war Mitarbeiter von Sigmund Freud, Vater von Marianne Kris und Schwiegervater von Hermann Nunberg und Ernst Kris.
Ab 1934 bewohnte die Familie das Schloss Vouzay bei Bourges. Im September 1938 scheute sich der Vater nicht, seine halbjüdische Tochter zu einem Aufenthalt bei der Brieffreundin nach Sterkrade zu schicken, von wo sie wegen der internationalen Krise im Zusammenhang mit dem Münchner Abkommen auf diplomatischem Wege wieder ausgeschleust werden musste. Ende 1938 nahm der Vater, der von 1927 bis 1937 drei Bücher publiziert hatte, das Angebot der Gutehoffnungshütte an, für sie in Oberhausen tätig zu sein und zwang seine jüdische Frau mit Tochter in Wesel Wohnung zu nehmen. Am 1. September 1939 flohen Mutter und Tochter nach Brüssel, mussten aber, da der Vater seine Tätigkeit fortsetzte, nach Deutschland zurückkehren, diesmal, ab Januar 1940, nach Düsseldorf, wo Monique die Gudrun-Schule sowie die Kunstschule von Hans Carp besuchte.
Vom 10. Mai 1940 bis Mitte Oktober war der Vater in Deutschland interniert. Im August 1942 flohen Mutter und Tochter vor den Düsseldorfer Bombardierungen nach Gerolstein, von wo Monique als Fahrschülerin das Regino-Gymnasium in Prüm besuchte und dort im Frühjahr 1944 Abitur machte. Anschließend wohnte sie mit ihrer Mutter bei Freunden in Bad Godesberg und studierte bis Juli Medizin in Bonn. Dann war sie Krankenschwester.
Anfang Januar 1945 wechselte die Familie nach Assmannshausen, wo sie Anfang März von der amerikanischen Armee befreit wurde. Monique wirkte als Dolmetscherin in einem Lager in Mainz. Am 8. Mai 1945 kehrte sie mit ihrer Mutter nach Paris zurück. Anfang März 1946 wechselten Mutter und Tochter zu den Verwandten nach New York. Ab September 1946 studierte Monique am Simmons College in Boston. Sie lernte André du Bouchet und  Philippe Meyer kennen. 1947 kehrte sie nach Paris zurück und wohnte in der Familie von Eugene Jolas. Sie lernte zahlreiche Berühmtheiten kennen, darunter André Masson und Jacques Lacan, für den sie mündlich Shakespeare übersetzte. Im September 1949 lernte sie über Lacan den 17 Jahre älteren Claude Lévi-Strauss kennen, den sie 1954 heiratete.

## Leben und Werk als Monique Lévi-Strauss
Bis zu seinem Tod 2009 war sie 55 Jahre lang die Ehefrau von Lévi-Strauss. In dieser Zeit übersetzte sie aus dem Englischen, veröffentlichte eine Biographie der Künstlerin Sheila Hicks und machte sich als Spezialistin für Kaschmir und Sammlerin von Kaschmirschals einen Namen. In hohem Alter erzählte sie 2014 und 2025 in zwei Büchern ihr Leben. Die Erzählung ihrer Jugend in Nazideutschland wurde ins Deutsche übersetzt. Weitere Publikationen waren ihrem verstorbenen Mann gewidmet.

## Veröffentlichungen
- (Übersetzerin) Lincoln Barnett: Ce monde où nous vivons. Hachette, Paris 1957.
- (Übersetzerin) Aldous Huxley: Aimables sauvages. Plon, Paris 1960.
- Sheila Hicks. Pierre Horay, Paris 1973. Studio Vista, London 1973.
- Cachemires. L'art et l'histoire des châles en France au XIXe siècle. A. Biro, Paris 1987, 1991.
- Vernis cachemires. Projets gouachés conservés au Musée du vieux Nîmes. A. Biro, Paris 1990.
- Cachemires. La création française, 1800–1880. La Martinière, Paris 2012.
- Une enfance dans la gueule du loup. Seuil, Paris 2014.
  - (deutsch) Im Rachen des Wolfes. Meine Jugend in Nazideutschland. wbg Theiss, Darmstadt 2021. (übersetzt von Annette Jucknat)
- (Hrsg.) Claude Lévi-Strauss: "Chers tous deux". Lettres à ses parents, 1931-1942. Seuil, Paris 2015.
- (Hrsg. mit Emmanuelle Loyer) L'abécédaire de Claude Lévi-Strauss. Éditions de l'Observatoire, Paris 2021.
- (mit Marc Lambron) J'ai choisi la vie. Plon, Paris 2025.